# Ferrante Loffredo
Ferrante Loffredo, anche noto come Ferdinando Loffredo (1501 – Napoli, 12 aprile 1573), è stato il 1º marchese di Trevico, signore di San Sossio e Zungoli, patrizio napoletano; capitano di guerra e governatore della Terra di Bari e di Terra d'Otranto dal 1542 al 1557.

## Biografia
Nacque probabilmente a Napoli, figlio di Francesco (Cicco) Loffredo (viceprotonotario del Regno di Napoli e presidente del Sacro Regio Consiglio, appartenente alla famiglia Loffredo, ascritta al patriziato napoletano di seggio di Capuana) e di Beatrice Caracciolo Pisquizi, signora di Montefalcone.
Primo di sei figli, fu avviato alla carriera militare e prese parte alle guerre che Carlo V condusse in Italia, Germania, Fiandre e nella campagna di Ungheria contro gli Ottomani.
Sposò Diana Spinelli, figlia di Carlo, conte di Seminara, dalla quale ebbe i figli Francesco e Carlo, e sette figlie femmine.
Nell'aprile 1542 fu nominato governatore delle province di Terra d'Otranto e di Bari. Per difendere la Puglia dalle incursione di corsari saraceni nel 1544 ordinò la demolizione di Roca e predispose le operazioni per difendere Ugento. A Lecce, dove fu anche castellano, fece ricostruire la cinta muraria, ingrandì il castello e fece erigere un arco di trionfo con una dedica a Carlo V (1548).
Fedele al viceré de Toledo, Loffredo ebbe nel 1552 un ruolo importante nella repressione della congiura di Nardò: Ferrante Sanseverino e altri nobili ribelli erano intenzionati ad occupare Nardò e consegnarla agli Ottomani, alleati della Francia, ma furono smascherati dal Loffredo e condannati a morte (Sanseverino riparò in Francia).
Nel corso della guerra del 1556-57 tra papa Paolo IV e Filippo II, il Loffredo, si oppose in Abruzzo contro le forze papali guidate da Antonio Carafa e poi respinse l'attacco delle forze franco-papali del duca di Guisa, contribuendo in maniera decisiva alla vittoria dell'esercito del duca d'Alba, Fernando Álvarez de Toledo, viceré di Napoli.
Nel 1557, lasciato l'ufficio di governatore, comprò i feudi di Francavilla, di Casalnuovo, di Mottola e di Oria (permutato poi con Ostuni).
Nel 1560 e nel 1564 partecipò come deputato del baronaggio ai Parlamenti, durante i quali si verificarono aspri contrasti tra i rappresentanti della nobiltà e quelli della città di Napoli.
Fu sovrintendente alle fortificazioni del Regno e nel 1566 inviò al viceré di Napoli un'ampia relazione sullo stato di tutti i castelli del Regno, trasmessa poi a Madrid. Edificò la chiesa di Monte di Dio a Napoli. Scrisse Le antichità di Pozzuolo, et luoghi convicini (Napoli 1570 e più volte ristampato).
Morì a Napoli il 12 aprile 1573.
I figli, il primogenito Francesco (Cicco) e il secondogenito Carlo seguirono la carriera paterna.